# Agence métropolitaine des mobilités partagées
L'Agence métropolitaine des mobilités partagées (AGEMOB, jusqu'en 2024  syndicat Autolib' et Vélib' Métropole) est un syndicat mixte ouvert, regroupant des collectivités et des établissements publics. Il a pour compétence la mise en place du service public Autolib' et Vélib' à l'échelle de la région parisienne.
En 2011, le syndicat mixte a confié le déploiement et l'exploitation d'Autolib' à la société Blue Solutions, filiale du groupe Bolloré, via une délégation de service public attribuée à l'issue d'une procédure d'appel d'offres.
En 2016, en raison de problèmes financiers et de la fin du contrat qui lie l’entreprise JCDecaux à la Ville de Paris pour le service Vélib', le syndicat Autolib' Métropole se transforme pour devenir le syndicat Autolib' et Vélib' Métropole afin de promouvoir la libre location de vélos et de voitures en autopartage.
En 2017, Smovengo se voit attribuer le marché du nouveau Velib’ et succède ainsi à la société JC Decaux pour la gestion et l’exploitation du service Vélib' à compter du 1er janvier 2018.
Depuis 2020, M. Sylvain Raifaud, conseiller municipal du 10ème arrondissement, conseiller de Paris et conseiller métropolitain, est Président du Syndicat Autolib’ Velib’ Métropole. Le Syndicat impulse une diversification de ses missions en se positionnant comme accompagnateur des collectivités métropolitaines pour le développement des mobilités partagées sur leur territoire.
En 2025, le syndicat Autolib' et Vélib' Métropole change de nom et devient Agence métropolitaine des mobilités partagées (AGEMOB).

## Composition
L'adhésion des communes au syndicat s'effectue sur la base du volontariat. Elle était initialement limitée aux 82 communes du cœur dense de l’agglomération parisienne. Depuis le mois d'octobre 2012, le périmètre potentiel du syndicat s'étend aux 412 communes de l'unité urbaine de Paris.

### Les communes d'origine
À la mise en service d'Autolib', 46 communes participent au projet : Paris, 27 communes des Hauts-de-Seine, 7 communes de Seine-Saint-Denis et 11 communes du Val-de-Marne. S'y ajoutent le département des Hauts-de-Seine, Defacto (établissement public de gestion du quartier d'affaires de La Défense), la région Île-de-France apportant une subvention de quatre millions d'euros, la communauté de communes de Charenton-le-Pont Saint-Maurice, la communauté d'agglomération Grand Paris Seine Ouest, la communauté d'agglomération du Mont-Valérien, la communauté d'agglomération Plaine centrale du Val-de-Marne et la communauté d'agglomération Sud de Seine.
Les 46 communes d'origine sont les suivantes :

Communes à l'origine du projet.

| Paris (75) | Hauts-de-Seine (92) | Seine-Saint-Denis (93)                                                                     | Val-de-Marne (94) |
| ---------- | --- | ------------------------------------------------------------------------------------------ | --- |
| - Paris    | - Asnières-sur-Seine - Bagneux - Boulogne-Billancourt - Châtenay-Malabry - Châtillon - Chaville - Clamart - Colombes - Courbevoie - Fontenay-aux-Roses - La Garenne-Colombes - Gennevilliers - Issy-les-Moulineaux - Levallois-Perret - Malakoff - Meudon - Montrouge - Nanterre - Neuilly-sur-Seine - Puteaux - Rueil-Malmaison - Sceaux - Sèvres - Suresnes - Vanves - Ville-d'Avray - Villeneuve-la-Garenne | - Bagnolet - Le Bourget - Drancy - Les Lilas - Pantin - Romainville - Saint-Ouen-sur-Seine | - Alfortville - Arcueil - Cachan - Charenton-le-Pont - Créteil - Joinville-le-Pont - Limeil-Brévannes - Maisons-Alfort - Saint-Mandé - Saint-Maurice - Villejuif |

### Des adhésions progressives au fur et à mesure de la montée en puissance du service

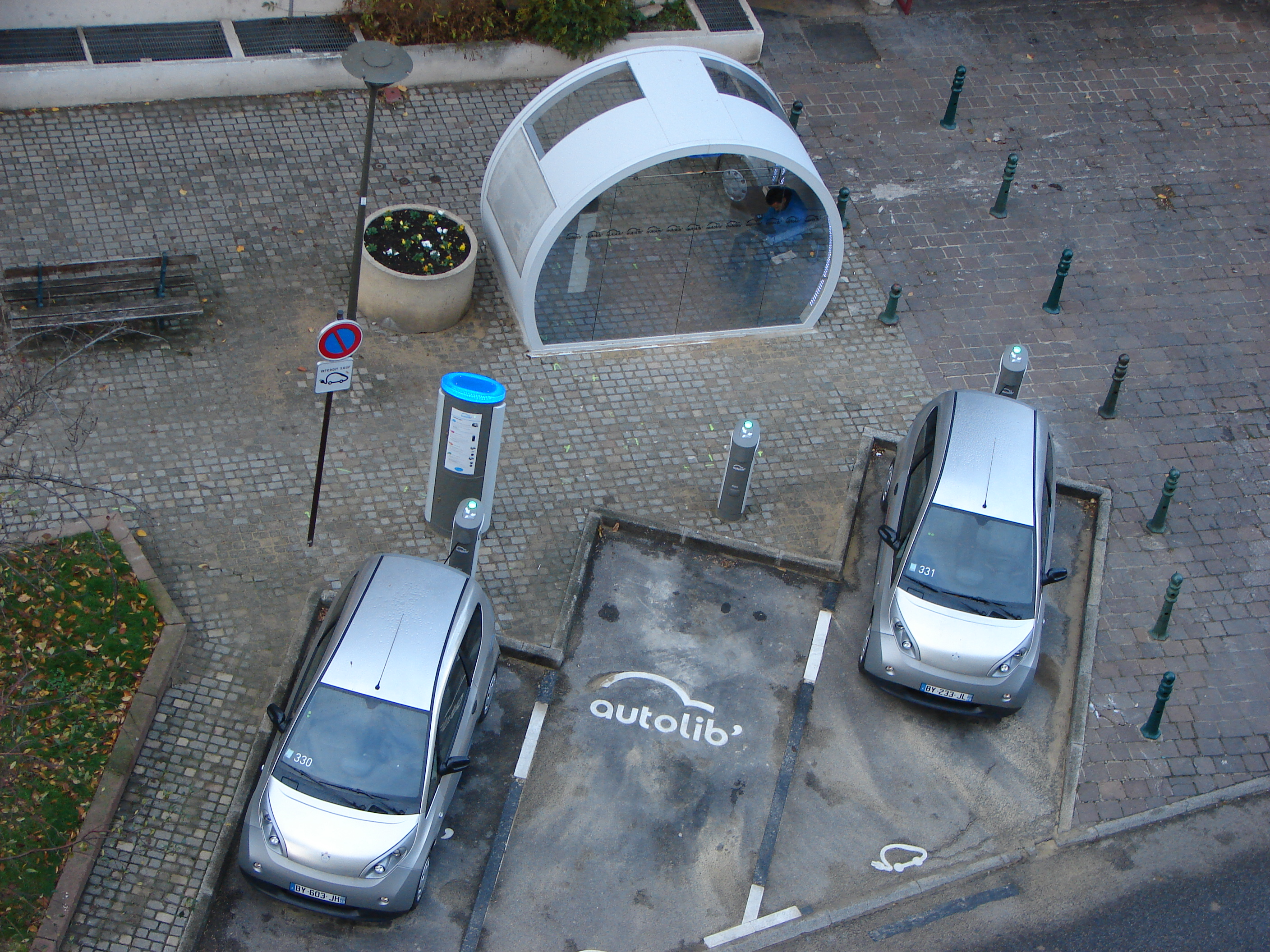
Station Autolib’ à Suresnes.

Début 2012, la commune de Rosny-sous-Bois rejoint le syndicat mixte. Durant le premier semestre 2013, six nouvelles communes viennent s'ajouter : Aubervilliers et Noisy-le-Sec pour la Seine-Saint-Denis, Saint-Cloud et Le Plessis-Robinson pour les Hauts-de-Seine, Enghien-les-Bains pour le Val-d'Oise et Yerres pour l'Essonne. Au second semestre, les villes de Blanc-Mesnil, Clichy-sous-Bois et Montfermeil au sein de la communauté d'agglomération de Clichy-sous-Bois Montfermeil dans la Seine-Saint-Denis, Rungis dans le Val-de-Marne, Bois-Colombes dans les Hauts-de-Seine et Le Chesnay dans les Yvelines rejoignent à leur tour le syndicat mixte. 
Au début de l'année 2014, les communes de Nogent-sur-Marne dans le Val-de-Marne, Bourg-la-Reine dans les Hauts-de-Seine et Verrières-le-Buisson dans l'Essonne adhèrent au syndicat. Vincennes dans le Val-de-Marne rejoint à son tour le syndicat au début de l'été. Antony et Garches dans les Hauts-de-Seine et Bobigny dans la Seine-Saint-Denis rejoignent le syndicat au début du mois de novembre.

### En raison du succès, de nouvelles communes rejoignent le syndicat
En février 2015, les communes de Montreuil et Neuilly-Plaisance dans la Seine-Saint-Denis, Clichy-la-Garenne dans les Hauts-de-Seine, Vélizy-Villacoublay dans les Yvelines ainsi qu'Argenteuil et Bezons au sein de la communauté d'agglomération Argenteuil-Bezons dans le Val-d'Oise deviennent adhérentes du syndicat. En mars, c'est au tour de Dugny et d'Épinay-sur-Seine dans la Seine-Saint-Denis et de Champigny-sur-Marne dans le Val-de-Marne de rejoindre le syndicat. En juillet, c'est au tour d'Aulnay-sous-Bois et du Pré-Saint-Gervais dans la Seine-Saint-Denis, de Sucy-en-Brie dans le Val-de-Marne, de Marnes-la-Coquette et Vaucresson dans les Hauts-de-Seine et de Bougival et Versailles dans les Yvelines d'entrer dans le syndicat. En novembre, les communes de Bièvres en Essonne, de Buc dans les Yvelines, Fontenay-sous-Bois et Saint-Maur-des-Fossés dans le Val-de-Marne sont accueillies au sein du syndicat.
Au début de l'année 2016, les communes de Fontenay-le-Fleury et Viroflay dans les Yvelines et Saint-Denis et Noisy-le-Grand en Seine-Saint-Denis permettent de renforcer l'offre dans 90 communes de l'agglomération parisienne. En mars, la commune de Bry-sur-Marne dans le Val-de-Marne renforce l'offre à l'est de l'agglomération.
Durant l'été 2016, six communes intègrent le syndicat : Saclay en Essonne, Bailly, Bois-d'Arcy, La Celle-Saint-Cloud et Noisy-le-Roi dans les Yvelines et Saint-Gratien dans le Val-d'Oise.

### Problèmes financiers et transformation du syndicat
Compte tenu de ces difficultés et du changement de statut du syndicat, certaines communes ayant récemment adhérer au syndicat préfèrent le quitter car elles n'ont pas encore de stations alors que d'autres communes adhèrent au syndicat avec la compétence Vélib'.
Enfin, les communes adhérentes peuvent aussi choisir uniquement la compétence Vélib'.
Ainsi, durant l'année 2017, une nouvelle organisation du syndicat se met en place. Les communes de Bois-d'Arcy, La Celle-Saint-Cloud et Fontenay-le-Fleury quittent le syndicat. À l'inverse, les communes de Bondy, Livry-Gargan et Le Raincy en Seine-Saint-Denis, de Choisy-le-Roi, Gentilly, Le Kremlin-Bicêtre, Le Plessis-Trévise, Ivry-sur-Seine et Vitry-sur-Seine dans le Val-de-Marne ainsi que le département lui-même, la commune de Juvisy-sur-Orge en Essonne et la métropole du Grand Paris rejoignent le syndicat.
En janvier 2017, une étude du cabinet 6t conclut à la difficulté à équilibrer les comptes du service Autolib'. Alors que Bolloré avait prévu un équilibre à partir de 50 000 abonnés, l'étude constate qu'il n'est pas atteint en 2016, malgré 130 000 abonnés. L'étude explique la non-rentabilité par la diminution du nombre de trajets due à un manque de disponibilité des véhicules qui « décourage » les abonnés à utiliser le service. Le syndicat commande en février 2017 un audit à EY pour, notamment, évaluer les 179 millions d'euros de déficit à échéance du contrat, annoncés par Bolloré, dont 119 millions devaient être contractuellement à la charge du syndicat. Les premiers éléments livrés par EY montrent notamment que 300 des 6 300 bornes en service à l'époque sont quotidiennement rendues indisponibles à la suite de décisions des pouvoirs publics (manifestations, travaux, plan Vigipirate, etc.) et conduit Bolloré et le syndicat à négocier. Pendant ces négociations, le syndicat envisage de casser le contrat pour ouvrir la possibilité à une autre entreprise de postuler. En novembre 2017, l'audit d'EY est toujours en cours. Bolloré évalue le déficit cumulé entre 180 à 250 millions d’euros et réclame la fermeture des stations les plus déficitaires.
Le 15 juin 2018, il est soumis au comité syndical de résilier le contrat avec le groupe Bolloré. Le 21 juin 2018, en raison de la dette considérable, le syndicat mixte a voté la résiliation anticipée du contrat.Le contrat prend fin le 31 juillet 2018 à 23 h 59. En octobre 2020, un rapport de la Chambre régionale des comptes est rendu public qui établit « que le déploiement retardé avait eu une incidence forte sur les résultats de la concession mais aussi que les prévisions initiales d’abonnements et de locations avaient été significativement surévaluées ». Le 21 février 2025, la Cour administrative d'appel de Paris accorde une indemnité de 66 millions d’euros à la société Autolib' (groupé Bolloré), qui réclamait une compensation financière bien supérieure de 233,7 millions d'euros. Selon le jugement, la société délégataire Autolib' aurait dû notifier le défaut d'intérêt économique du service au plus tard le 30 novembre 2013 ce qui aurait permis au SAVM de stopper l’exploitation fin 2013. Elle en déduit qu'Autolib' ne peut prétendre à l'indemnisation du déficit au-delà de l'année 2013.

## Membres du Syndicat
Au 12 octobre 2017, 96 communes sont membres du syndicat Autolib' et Vélib' Métropole avec 80 communes ayant choisi l'option Vélib'.
| Paris (75) | Yvelines (78)                                                                                       | Essonne (91)                                                         | Hauts-de-Seine (92) | Seine-Saint-Denis (93) | Val-de-Marne (94) | Val-d'Oise (95)                                           |
| ---------- | --------------------------------------------------------------------------------------------------- | -------------------------------------------------------------------- | --- | --- | --- | --------------------------------------------------------- |
| - Paris    | - Bailly - Bougival - Buc - Le Chesnay - Noisy-le-Roi - Vélizy-Villacoublay - Versailles - Viroflay | - Bièvres - Juvisy-sur-Orge - Saclay - Verrières-le-Buisson - Yerres | - Antony - Asnières-sur-Seine - Bagneux - Bois-Colombes - Boulogne-Billancourt - Bourg-la-Reine - Châtenay-Malabry - Châtillon - Chaville - Clamart - Clichy-la-Garenne - Colombes - Courbevoie - Fontenay-aux-Roses - Garches - La Garenne-Colombes - Gennevilliers - Issy-les-Moulineaux - Levallois-Perret - Malakoff - Marnes-la-Coquette - Meudon - Montrouge - Nanterre - Neuilly-sur-Seine - Le Plessis-Robinson - Puteaux - Rueil-Malmaison - Saint-Cloud - Sceaux - Sèvres - Suresnes - Vanves - Vaucresson - Ville-d'Avray - Villeneuve-la-Garenne | - Aubervilliers - Aulnay-sous-Bois - Bagnolet - Le Blanc-Mesnil - Bobigny - Bondy - Le Bourget - Clichy-sous-Bois - Drancy - Dugny - Épinay-sur-Seine - Le Pré-Saint-Gervais - Les Lilas - Le Raincy - Livry-Gargan - Montfermeil - Montreuil - Neuilly-Plaisance - Noisy-le-Grand - Noisy-le-Sec - Pantin - Romainville - Rosny-sous-Bois - Saint-Ouen-sur-Seine - Saint-Denis - Île-Saint-Denis - La Courneuve | - Alfortville - Arcueil - Bry-sur-Marne - Cachan - Charenton-le-Pont - Champigny-sur-Marne - Choisy-le-Roi - Créteil - Fontenay-sous-Bois - Gentilly - Ivry-sur-Seine - Joinville-le-Pont - Le Kremlin-Bicêtre - Le Plessis-Trévise - Limeil-Brévannes - Maisons-Alfort - Nogent-sur-Marne - Rungis - Saint-Mandé - Saint-Maur-des-Fossés - Saint-Maurice - Sucy-en-Brie - Villejuif - Vincennes - Vitry-sur-Seine - Thiais - Orly - Chevilly Larue - L'Hay-les-Roses | - Argenteuil - Bezons - Enghien-les-Bains - Saint-Gratien |

## Gouvernance
Depuis 2021, les services du syndicat sont dirigés par Yannick Cabaret, administrateur territorial et ancien rapporteur général du rapport sur les finances publiques locales de la Cour des Comptes.

### Bureau
En octobre 2020, le bureau du syndicat mixte est composé de :
- Président : Sylvain Raifaud, conseiller de Paris du 10e arrondissement, président du groupe écologiste de la Métropole du Grand Paris.
- Vice-présidents : Patrick Ollier, président de la Métropole du Grand Paris, François Vauglin, maire du 11e arrondissement de Paris, Patrice Pattée, maire-adjoint de Sceaux, Bertrand-Pierre Galey, maire-adjoint de Boulogne-Billancourt, Geneviève Gaillabaud, maire-adjointe de la Garenne-Colombes, Frédéric Sitbon, maire-adjoint d'Asnières-sur-Seine, Christophe Piercy, conseiller municipal délégué de Saint-Denis, Jean-Luc Millard, maire-adjoint de Drancy, Julie Lefebvre, conseillère municipale de Romainville, Marie-Hélène Magne, maire-adjointe de Charenton-le-Pont[19], Sylvie Simon-Deck, maire-adjointe de Créteil, Samuel Besnard, maire-adjoint de Cachan, Alix Bougeret, Conseillère régionale d’Ile-de-France, Patricia Vavassori, conseillère territoriale Grand Paris Grand Est.
- Membres du bureau : Christophe Bernier (Gennevilliers), Sabrina Decanthon (Saint-Ouen-sur-Seine), Sonia Airouche (Bobigny)

### Anciennes présidentes
- 2009 - 2012 : Annick Lepetit
- 2012 - 2014 : Julien Bargeton
- 2014 - 2017 : Marie-Pierre de La Gontrie
- 2017 - 2020 Catherine Baratti-Elbaz
- Depuis 2020 : Sylvain Raifaud